# Bayon-sur-Gironde
Bayon-sur-Gironde is een gemeente in het Franse departement Gironde (regio Nouvelle-Aquitaine) en telt 726 inwoners (2004). De plaats maakt deel uit van het arrondissement Blaye.

## Geografie
De oppervlakte van Bayon-sur-Gironde bedraagt 5,7 km², de bevolkingsdichtheid is 127,4 inwoners per km².
De onderstaande kaart toont de ligging van Bayon-sur-Gironde met de belangrijkste infrastructuur en aangrenzende gemeenten.

## Demografie
Onderstaande figuur toont het verloop van het inwonertal (bron: INSEE-tellingen).

1. ↑  Populations de référence 2022.